# E761号線
E761号線 (E761ごうせん、英: European route E761) はボスニア・ヘルツェゴビナのビハチとセルビアのザイェチャルを結ぶ、欧州自動車道路のBクラス幹線道路。

## 経路
- ボスニア・ヘルツェゴビナ
  - E71 - ビハチ
  - E661 - ヤイツェ
  - E661 - ドニ・ヴァクフ
  - E73, E661 - ゼニツァ
  - E762 - ヴィシェグラード
- セルビア
  - ウジツェ
  - E763 - チャチャク
  - クラリェヴォ
  - クルシェヴァツ
  - ポヤテ（英語版）
  - パラチン
  - ザイェチャル